# منگنز (II) فتالوسیانین
منگنز(II) فتالوسیانین (به انگلیسی: Manganese(II) phthalocyanine) با فرمول شیمیایی C۳۲H۱۶MnN۸ یک ترکیب شیمیایی با شناسه پاب‌کم ۲۷۳۵۰۷۴ است. که جرم مولی آن ۵۶۷٫۴۶۱ g/mol می‌باشد. 